# National Portrait Gallery

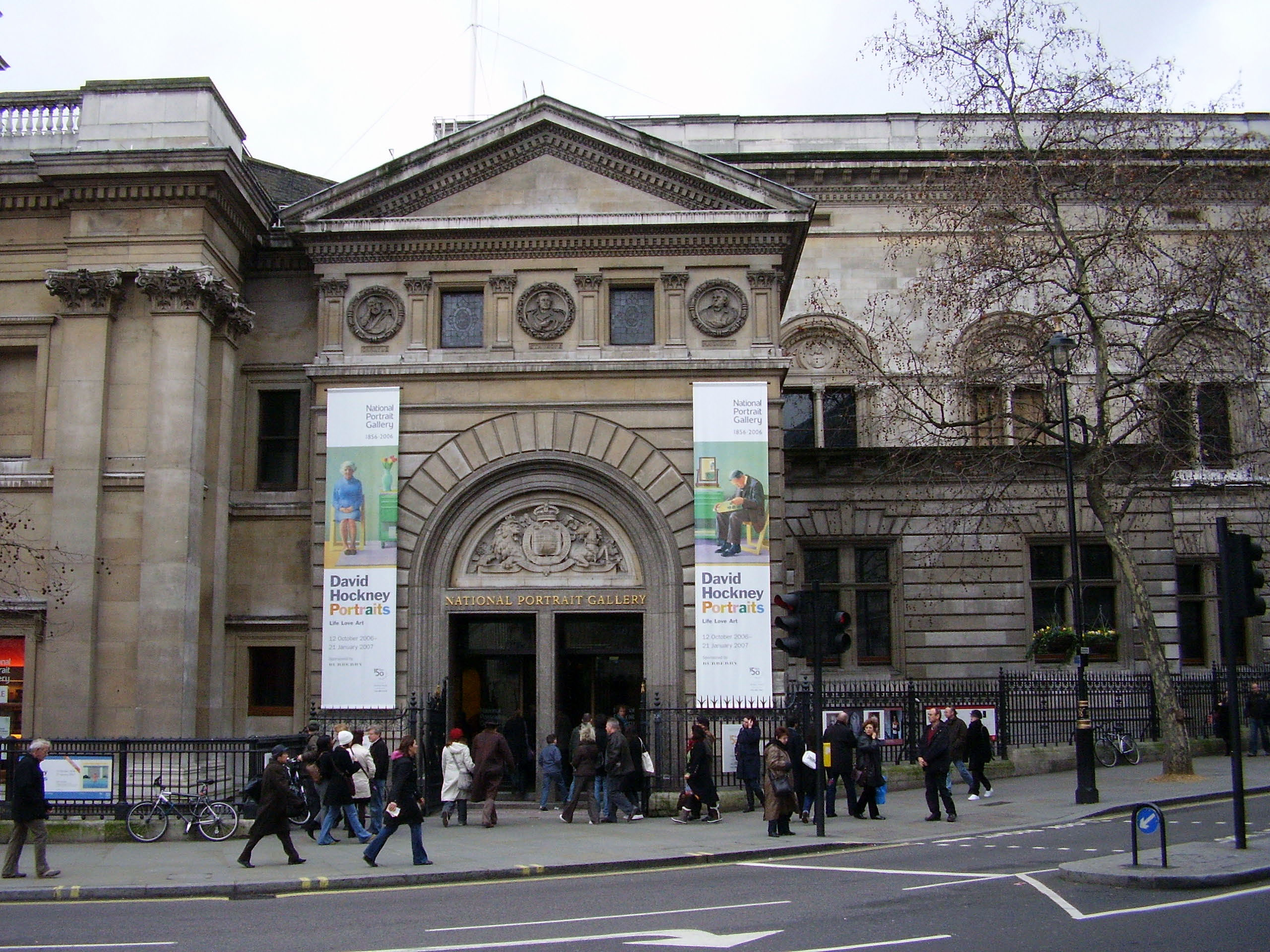
National Portrait Gallery

National Portrait Gallery is een museum in Londen met portretten van de belangrijkste personen uit de Britse geschiedenis. Het museum ligt naast de National Gallery. Het museum werd gesticht in 1856 en is uitgegroeid tot een verzameling van meer dan 9000 portretten (schilderijen, etsen, tekeningen, miniaturen, beelden en foto's) van al wie naam heeft en (vooral) had in Groot-Brittannië.
Die hoeveelheid zorgt echter voor plaatsgebrek waardoor de schilderijen noodgedwongen dicht op elkaar hangen (en dat geldt met name voor de begane grond en de 20e-eeuwse afdeling). Daarnaast bevindt een aanzienlijk aantal werken zich in het depot; deze kunnen op aanvraag bekeken worden.
In het museum zijn portretten te vinden van dichters, musici, schilders, filosofen, politici, helden en schurken vanaf het begin van de 14e eeuw tot nu. De koninklijke familie neemt een bijzondere plaats in. De kwaliteit van de portretten varieert, maar enkele portretten zouden in kunstmusea niet uit de toon vallen.
De collectie staat chronologisch opgesteld: ze begint op de overloop van de bovenste verdieping met enkele portretten van Hendrik VII (door Michel Sittow, uit 1505 en daarmee het oudste schilderij uit de collectie), zijn zoon Hendrik VIII en zijn vrouw Elizabeth van York, en gaat dan naar de benedenverdieping toe die nog steeds met hedendaagse figuren wordt aangevuld, waarvan barones Margaret Thatcher (door Rodrigo Moynihan) een van de bekendsten is.
Een vooraanstaande plaats in de collectie wordt ingenomen door het zogenaamde Chandos portrait van William Shakespeare. Niet alleen was dit het allereerste portret dat het museum in 1856 verwierf, maar het is ook naar alle waarschijnlijkheid het enige overgebleven portret van Shakespeare dat tijdens zijn leven werd gemaakt.
Een curiosum vormen de portretten van de leden van de Kit-Cat Club, een gedistingeerd politiek en literair gezelschap waartoe vrijwel alle belangrijke 18e-eeuwse Whig Partys behoorden. Ze zijn alle vereeuwigd door Godfrey Kneller, wiens zelfportret de collectie inleidt. Onder meer portretten van de politici Robert Walpole (de eerste Prime Minister), Newcastle en Charles Montagu (Earl of Halifax en de stichter van de Bank of England) en de schrijvers William Congreve, John Vanbrugh, Joseph Addison en Richard Steele zijn er te vinden.
Een permanente expositie is er te vinden van de fotograaf John Hedgecoe.